# Liste der Schweizer Botschafter in Japan
Schweizer Botschafter in Japan.

## Missionschefs
- 1906–1909: Paul Ritter (1865–1921), Gesandter
- 1909–1920: Ferdinand von Salis (1864–1947)
- 1920–1924: Charles L.E. Lardy (1875–1939)
- 1924–1928: Alfred Brunner (1890–1953), Geschäftsträger
- 1928–1932: Emile Traversini (1883–1943)
- 1932–1934: Armin Daeniker (1898–1983), Geschäftsträger
- 1934–1939: Walter Thurnheer (1884–1945)
- 1939–1945: Camille Gorgé (1893–1978)
- 1945–1946: Pierre Micheli (1905–1989), diplomatischer Vertreter
- 1946–1947: Walter Bossi (1912–1998)
- 1947–1948: Charles Albert Dubois (1910–1977)
- 1948–1948: Max Grässli (1902–1985)
- 1948–1950: Charles Albert Dubois (1910–1977)
- 1950–1952: Charly-Maurice Weibel (1915–)
- 1952–1952: Charly-Maurice Weibel (1915–), Geschäftsträger
- 1952–1954: Reinhard Hohl (1893–1975), Gesandter
- 1954–1957: Max Troendle (1905–2004)
- 1957–1961: Max Troendle (1905–2004), Botschafter
- 1961–1967: Jean de Rham (1907–1989)
- 1967–1971: Emil Anton Stadelhofer (1915–1977)
- 1971–1975: Giovanni Enrico Bucher (1913–1992)
- 1975–1980: Pierre Cuénoud (1922–2007)
- 1980–1983: Fritz Rudolf Staehelin (1928–2024)
- 1983–1987: Dieter Eric Chenaux-Repond (1934–2000)
- 1987–1993: Roger Bär (1931–2021)
- 1993–1997: Jenö Staehelin (1940–)
- 1997–2002: Johannes Manz (1938–)
- 2002–2006: Jacques Reverdin
- 2006–2010: Paul Fivat
- 2010–2016: Urs Bucher (1962–)
- 2016–2020: Jean-François Paroz (1960–)
- 2020–heute: Andreas Baum (1963–)

Ab 1906 selbständige Gesandtschaft, seit 1956 Botschaft.